# De Sandwich (radioprogramma)
De Sandwich is een Nederlands radioprogramma dat sinds januari 1995 bestaat.

## Presentatie
De presentator van het programma is Jacques Klöters. Sinds januari 2000 is Angelique Stein de muzieksamensteller, daarvoor waren er diverse muzieksamenstellers bij het programma betrokken.  In de begintijd van het programma, in 1995, werd het programma, toen uitgezonden door de NPS, in twee gedeeltes uitgezonden, namelijk een uur voor en een uur na het ochtendprogramma Muziekmozaïek van Willem Duys.  De naam ontleende het programma aan het feit dat het Muziekmozaïek als een sandwich omhulde.  Na het afscheid van Willem Duys in 1999, werd vier jaar lang in het uur tussen de twee delen van De Sandwich het door Robert Long gepresenteerde programma Mezzo (dat in het Italiaans onder andere midden betekent) uitgezonden. Daarna werd De Sandwich een aaneengesloten programma van 3 uur.
Vanaf 2003 werd het programma door de AVRO uitgezonden en sinds 2014 door fusieomroep AVROTROS. Na de verhuizing naar Radio 5 Nostalgia in september 2010 werd het een twee uur durend programma op de vrijdagochtend. Sinds 1 januari 2014 is het programma weer op zondagochtend te horen. Sinds 2017 wordt het programma weer een uur lang onderbroken door een ander programma, namelijk Andermans Veren.

## Inhoud
Cabaret is een vaak terugkomend thema in De Sandwich. Verder is er veel aandacht voor niet-Engelstalige muziek (Frans chanson, wereldmuziek e.d.) en houdt het programma in de gaten wat er op dat moment in de theaters in Nederland speelt. Muziek van vroeger en nu wisselen elkaar af, de sfeer is gemoedelijk en rustig. 
Op 4 januari 2015 vierde het programma zijn 20-jarige bestaan, met een programma waarin luisteraars aangaven welke muziek ze voor het eerst bij De Sandwich gehoord hadden. 
De Sandwich heeft een eigen podcast waarop de uitzendingen zijn te downloaden en na te luisteren.